# Naughty by Nature
Naughty by Nature – amerykański zespół tworzący hip-hop, w skład którego wchodzą Treach, Vin Rock i DJ Kay Gee. Zespół ten znany jest z takich przebojów jak „O.P.P” czy „Hip Hop Hooray”.

## Historia
Pod nazwą The New Style zadebiutowali w 1989 albumem Independent Leaders. Następny album, wydany w 1991 roku, już pod nazwą Naughty by Nature, zawierający takie przeboje jak „O.P.P” („Other People’s Property”), Ghetto Bastard (znany także pod nazwą „Everything’s Gonna Be Alright) czy Uptown Anthem odniósł komercyjny sukces osiągając 16 miejsce na liście Billboard Hot 100.
Następne albumy przysporzyły zespołowi jeszcze większą popularność i osiągały wysokie miejsca na liście Billboard 200.

## Dyskografia
Albumy studyjne
- 1989 – Independent Leaders (jako The New Style)
- 1991 – Naughty By Nature
- 1993 – 19 Naughty III
- 1995 – Poverty’s Paradise
- 1999 – Nineteen Naughty Nine: Nature’s Fury
- 2002 – IIcons
- 2011 – Anthem Inc.

Kompilacje
- 1999 – Nature’s Finest: Naughty by Nature’s Greatest Hits
- 2003 – Greatest Hits: Naughty’s Nicest

Single
- 1991 – „Everything’s Gonna Be Alright”/„O.P.P (Live)”
- 1991 – „O.P.P.”/„Wickedest Man Alive”
- 1992 – „Guard Your Grill”/„Uptown Anthem”
- 1993 – „It’s On”/„Hip Hop Hooray (Pete Rock Remix)”
- 1993 – „Hip Hop Hooray”/„The Hood Comes First”
- 1993 – „Written On Ya Kitten”/„Klickow-Klickow”
- 1995 – „Clap Yo Hands”
- 1995 – „Craziest”
- 1995 – „Feel Me Flow”/„Hang Out And Hustle”
- 1997 – „Mourn You Till I Join You”/„Nothing To Lose”
- 1999 – „Jamboree”/„On The Run”
- 2002 – „Feels Good”/„Rah Rah”